# Delicadesa

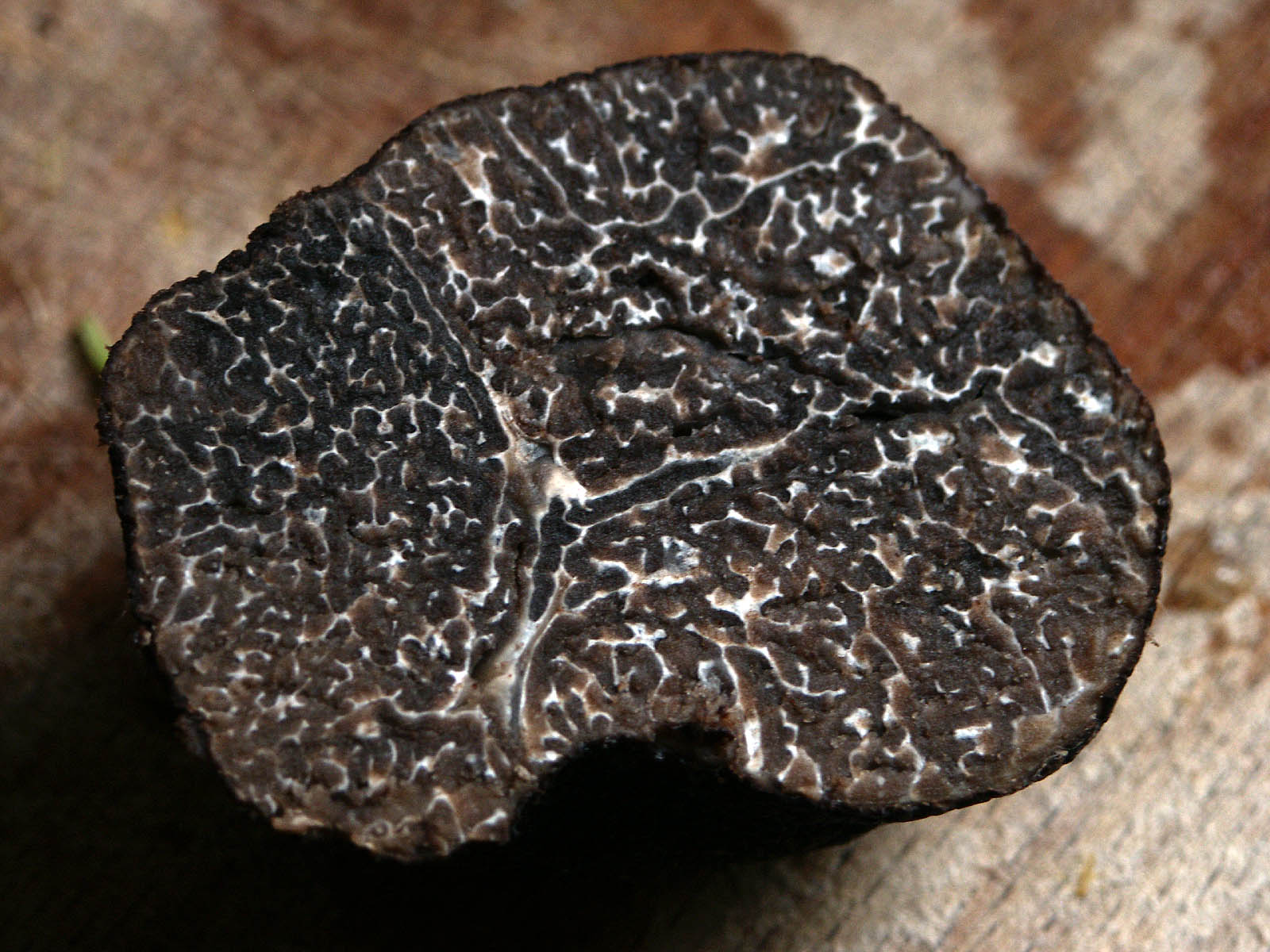
Una tòfona negra del Perigord

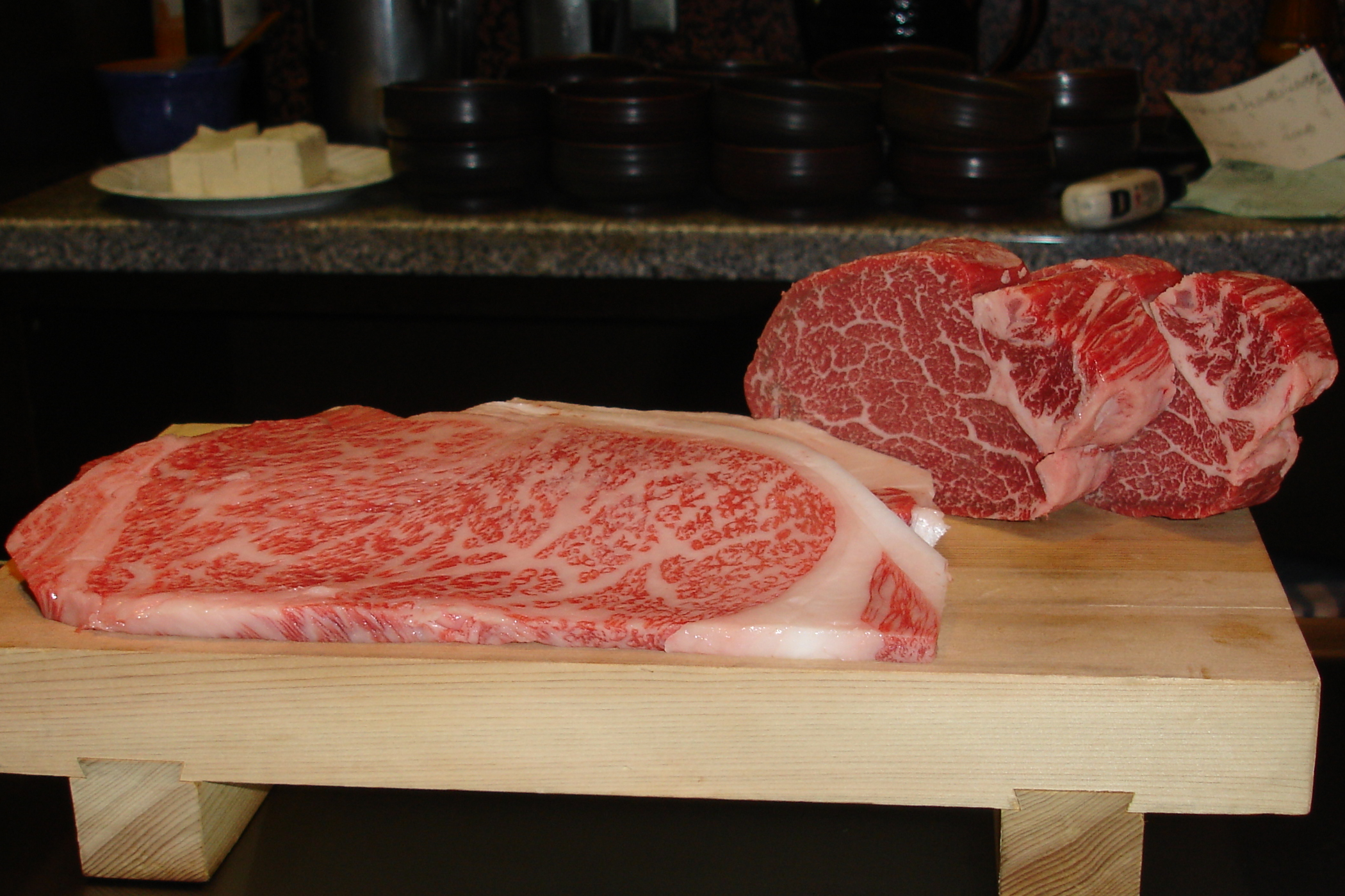
Un tall de bou de Kobe

Una delicadesa sol ser un aliment rar o car que es considera altament desitjable, sofisticat o peculiarment distintiu, dins d'una cultura determinada. Independentment de les preferències locals, aquesta etiqueta sol ser generalitzada a tota una regió. Sovint això es deu a sabors o característiques inusuals o perquè és rar o car en comparació amb els aliments bàsics estàndard.
Les delicadeses varien segons els països, els costums i les èpoques. La llengua de flamenc era un plat molt apreciat a l'antiga Roma, però no es menja habitualment a l'era moderna. Els llamàntols es consideraven menjar de pobre a l'Amèrica del Nord fins a mitjan segle xix, quan es van començar a tractar, com a Europa, com a delicadeses. Algunes delícies es limiten a una cultura determinada, com ara el fugu al Japó, la sopa de niu d'ocells a la Xina i les larves de formigues (escamoles) a Mèxic o fan referència a productes locals específics, com el porcí, el cérvol o l'anxova.